# Indonesia AirAsia X
Now Everyone Can Fly Xtra Long
Indonesia AirAsia Extra, volant sous le nom d'Indonesia AirAsia X, est une coentreprise entre la compagnie malaisienne AirAsia X et Indonesia AirAsia. Indonesia AirAsia X réalise les vols long-courriers d'Indonesia AirAsia depuis l'aéroport international Ngurah Rai à Bali.

## Destinations
Australie
- Melbourne - Aéroport de Melbourne (dès le 18 mars 2015)[2]

 Indonésie
- Denpasar - Aéroport international Ngurah Rai Hub

 Taiwan
- Taipei - Aéroport international Taiwan Taoyuan[3]